# Marele Premiu al Austriei din 2019
Marele Premiu al Austriei din 2019 (cunoscut oficial ca Formula 1 myWorld Grosser Preis von Österreich 2019) a fost o cursă auto de Formula 1 ce s-a desfășurat pe 30 iunie 2019 pe circuitul Red Bull Ring din Spielberg, Austria. Cursa a fost cea de-a noua etapă a Campionatului Mondial de Formula 1 din 2019, fiind pentru a treizeci și doua oară când s-a desfășurat o etapă de Formula 1 în Austria.

## Calificări
Calificările au avut loc pe 29 iunie 2019, începând cu ora locală 15:00 (UTC+2), ora 16:00 EEST.
| Poz.                  | Nr. | Pilot              | Constructor               | Timpi calificări | Timpi calificări | Timpi calificări | Grila finală |
| Poz.                  | Nr. | Pilot              | Constructor               | Q1               | Q2               | Q3               | Grila finală |
| --------------------- | --- | ------------------ | ------------------------- | ---------------- | ---------------- | ---------------- | ------------ |
| 1                     | 16  | Charles Leclerc    | Ferrari                   | 1:04,138         | 1:03,378         | 1:03,003         | 1            |
| 2                     | 44  | Lewis Hamilton     | Mercedes                  | 1:03,818         | 1:03,803         | 1:03,262         | 4            |
| 3                     | 33  | Max Verstappen     | Red Bull Racing-Honda     | 1:03,807         | 1:03,835         | 1:03,439         | 2            |
| 4                     | 77  | Valtteri Bottas    | Mercedes                  | 1:04,084         | 1:03,863         | 1:03,537         | 3            |
| 5                     | 20  | Kevin Magnussen    | Haas-Ferrari              | 1:04,778         | 1:04,466         | 1:04,072         | 10           |
| 6                     | 4   | Lando Norris       | McLaren-Renault           | 1:04,361         | 1:04,211         | 1:04,099         | 5            |
| 7                     | 7   | Kimi Räikkönen     | Alfa Romeo Racing-Ferrari | 1:04,615         | 1:04,056         | 1:04,166         | 6            |
| 8                     | 99  | Antonio Giovinazzi | Alfa Romeo Racing-Ferrari | 1:04,450         | 1:04,194         | 1:04,179         | 7            |
| 9                     | 10  | Pierre Gasly       | Red Bull Racing-Honda     | 1:04,412         | 1:03,988         | 1:04,199         | 8            |
| 10                    | 5   | Sebastian Vettel   | Ferrari                   | 1:04,340         | 1:03,667         | Fără timp        | 9            |
| 11                    | 8   | Romain Grosjean    | Haas-Ferrari              | 1:04,552         | 1:04,490         | N/A              | 11           |
| 12                    | 27  | Nico Hülkenberg    | Renault                   | 1:04,733         | 1:04,516         | N/A              | 15           |
| 13                    | 23  | Alexander Albon    | Scuderia Toro Rosso-Honda | 1:04,708         | 1:04,665         | N/A              | 18           |
| 14                    | 3   | Daniel Ricciardo   | Renault                   | 1:04,647         | 1:04,790         | N/A              | 12           |
| 15                    | 55  | Carlos Sainz Jr.   | McLaren-Renault           | 1:04,453         | 1:13,601         | N/A              | 19           |
| 16                    | 11  | Sergio Pérez       | Racing Point-BWT Mercedes | 1:04,789         | N/A              | N/A              | 13           |
| 17                    | 18  | Lance Stroll       | Racing Point-BWT Mercedes | 1:04,832         | N/A              | N/A              | 14           |
| 18                    | 26  | Daniil Kveat       | Scuderia Toro Rosso-Honda | 1:05,324         | N/A              | N/A              | 16           |
| 19                    | 63  | George Russell     | Williams-Mercedes         | 1:05,904         | N/A              | N/A              | LB           |
| 20                    | 88  | Robert Kubica      | Williams-Mercedes         | 1:06,206         | N/A              | N/A              | 17           |
| Regula 107%: 1:08,273 |     |                    |                           |                  |                  |                  |              |
| Sursa:                |     |                    |                           |                  |                  |                  |              |

Note
- ^1 – Lewis Hamilton a primit o penalizare de 3 locuri pe grila de start pentru împiedicarea altor piloți în calificări.
- ^2 – Kevin Magnussen a primit o penalizare de 5 locuri pe grila de start pentru schimbarea neprogramată a cutiei de viteze.
- ^3 – Nico Hülkenberg a primit o penalizare de 5 locuri pe grila de start pentru folosirea unui nou motor.
- ^4 ^5 – Alexander Albon și Carlos Sainz Jr. au plecat de pe ultimele locuri de pe grila de start pentru multiple schimbări a elementelor motorului.
- ^6 - George Russell a plecat de la boxe pentru schimbarea aripii față după calificări.

## Cursa
Cursa a avut loc pe 30 iunie 2019, începând cu ora locală 15:00 (UTC+2), ora 16:00 EEST, și a durat 71 de tururi.
| Poz.                                                                            | Nr. | Pilot              | Constructor               | Tururi | Timp/Retras | Puncte |
| ------------------------------------------------------------------------------- | --- | ------------------ | ------------------------- | ------ | ----------- | ------ |
| 1                                                                               | 33  | Max Verstappen     | Red Bull Racing-Honda     | 71     | 1:22:01,822 | 26     |
| 2                                                                               | 16  | Charles Leclerc    | Ferrari                   | 71     | +2,724s     | 18     |
| 3                                                                               | 77  | Valtteri Bottas    | Mercedes                  | 71     | +18,960s    | 15     |
| 4                                                                               | 5   | Sebastian Vettel   | Ferrari                   | 71     | +19,610s    | 12     |
| 5                                                                               | 44  | Lewis Hamilton     | Mercedes                  | 71     | +22,805s    | 10     |
| 6                                                                               | 4   | Lando Norris       | McLaren-Renault           | 70     | +1 tur      | 8      |
| 7                                                                               | 10  | Pierre Gasly       | Red Bull Racing-Honda     | 70     | +1 tur      | 6      |
| 8                                                                               | 55  | Carlos Sainz Jr.   | McLaren-Renault           | 70     | +1 tur      | 4      |
| 9                                                                               | 7   | Kimi Räikkönen     | Alfa Romeo Racing-Ferrari | 70     | +1 tur      | 2      |
| 10                                                                              | 99  | Antonio Giovinazzi | Alfa Romeo Racing-Ferrari | 70     | +1 tur      | 1      |
| 11                                                                              | 11  | Sergio Pérez       | Racing Point-BWT Mercedes | 70     | +1 tur      |        |
| 12                                                                              | 3   | Daniel Ricciardo   | Renault                   | 70     | +1 tur      |        |
| 13                                                                              | 27  | Nico Hülkenberg    | Renault                   | 70     | +1 tur      |        |
| 14                                                                              | 18  | Lance Stroll       | Racing Point-BWT Mercedes | 70     | +1 tur      |        |
| 15                                                                              | 23  | Alexander Albon    | Scuderia Toro Rosso-Honda | 70     | +1 tur      |        |
| 16                                                                              | 8   | Romain Grosjean    | Haas-Ferrari              | 70     | +1 tur      |        |
| 17                                                                              | 26  | Daniil Kveat       | Scuderia Toro Rosso-Honda | 70     | +1 tur      |        |
| 18                                                                              | 63  | George Russell     | Williams-Mercedes         | 69     | +2 tururi   |        |
| 19                                                                              | 20  | Kevin Magnussen    | Haas-Ferrari              | 69     | +2 tururi   |        |
| 20                                                                              | 88  | Robert Kubica      | Williams-Mercedes         | 68     | +3 tururi   |        |
| Cel mai rapid tur: Max Verstappen (Red Bull Racing-Honda) – 1:07,475 (turul 60) |     |                    |                           |        |             |        |
| Sursa:                                                                          |     |                    |                           |        |             |        |

| Loc    | 1  | 2  | 3  | 4  | 5  | 6 | 7 | 8 | 9 | 10 | CMRT |
| Puncte | 25 | 18 | 15 | 12 | 10 | 8 | 6 | 4 | 2 | 1  | 1    |

## Clasamentele campionatelor după cursă
|   | Poz. | Pilot            | Puncte |
| - | ---- | ---------------- | ------ |
|   | 1    | Lewis Hamilton   | 197    |
|   | 2    | Valtteri Bottas  | 166    |
| 1 | 3    | Max Verstappen   | 126    |
| 1 | 4    | Sebastian Vettel | 123    |
|   | 5    | Charles Leclerc  | 105    |

|  | Poz. | Constructor           | Puncte |
|  | ---- | --------------------- | ------ |
|  | 1    | Mercedes              | 363    |
|  | 2    | Ferrari               | 228    |
|  | 3    | Red Bull Racing-Honda | 169    |
|  | 4    | McLaren-Renault       | 52     |
|  | 5    | Renault               | 32     |

- Notă: În ambele clasamente sunt prezentate doar primele cinci locuri.